# Swiss European Air Lines
Swiss European Air Lines Ltd., действующая как Swiss European Air Lines — швейцарская авиакомпания со штаб-квартирой в городе Клотен, осуществляющая регулярные и чартерные пассажирские перевозки на ближнемагистральных маршрутах внутри страны и по аэропортам Европы. Принадлежит национальным авиакомпаниям Швейцарии и Германии — Swiss International Air Lines и Lufthansa соответственно, являясь аффилированным членом глобального авиационного альянса Star Alliance.
Портом приписки перевозчика и его главным транзитным узлом (хабом) является цюрихский аэропорт Клотен.

## Флот

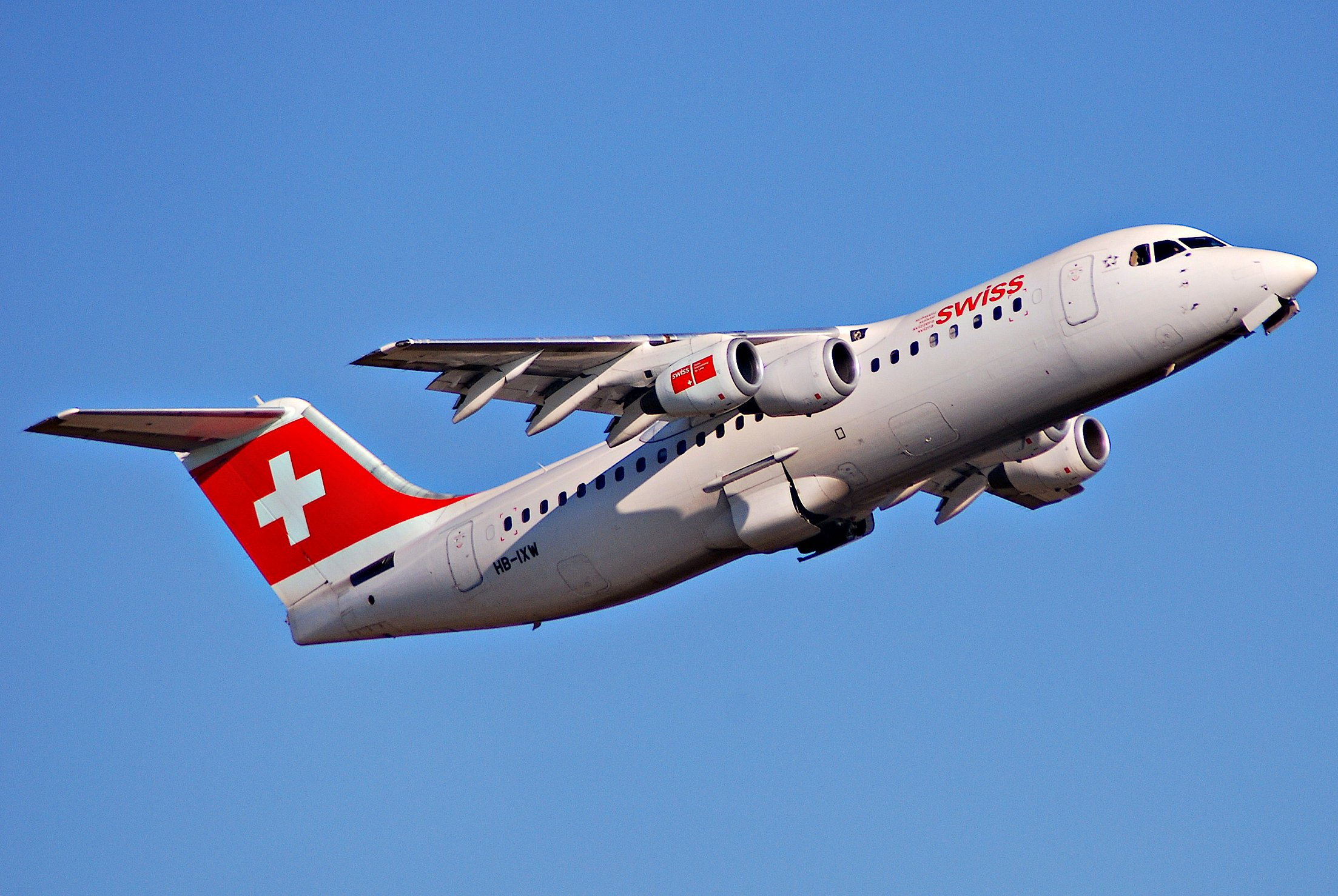
Avro RJ 100 авиакомпании Swiss European Air Lines, июль 2007 года

В декабре 2013 года воздушный флот авиакомпании Swiss European Air Lines составляли следующие самолёты:
По состоянию на декабрь 2013 года средний возраст судов авиакомпании составлял 16 лет.